# إسهال وبائي خنزيري
{{معلومات مرض
اسم أصلي=Porcine epidemic diarrhoea
}}
الإسهال الوبائي الخنزيري هي حالةٌ يُسببها فيروس الإسهال الوبائي الخنزيري الذي يُسبب أمراضًا هضميةً شديدةً في الخنازير.
يرتبط ارتباطًا وثيقًا بالعامل المسؤول عن التهاب المعدة والأمعاء الساري في الخنازير. تُعتبر الخنازير الأكثر عرضةً لهذا المرض، كما يكون الشباب البالغين خلال فترات التوتر عرضةً له أيضًا. ينتقل عبر الطريق الفموي الشرجي.

## العلامات السريرية والتشخيص
يكون المرض طفيفًا جدًا في الخنازير البالغة وتكون الوفيات نادرةً. العلامات الأساسية للمرض هي الإسهال المائي وعلامات جهازية طفيفة مثل الحمى وفقدان الشهية والخمول.
يُشخص باستعمال التألق المناعي أو الكيمياء النسيجية المناعية، ويمكن للمقايسة الامتصاصية المناعية للإنزيم المرتبط (ELISA) اكتشاف المستضدات أو الأجسام المضادة.

## العلاج والتحكم
يهدف العلاج إلى علاج الأعراض ومنع حدوث الجفاف في الخنازير الصغيرة، وذلك باستخدام منتجاتٍ مثل مكملات الطاقة والكهرليات. تساعد بروتوكولات الأمن البيولوجي الجيدة مثل الحجر الصحي الكافي وعزل الحالات والتطهير إلى منع دخول المرض أو انتشاره في القطيع. طور المجلس الكندي لصحة الخنازير بروتوكولاتٍ مُفصلة حول كيفية تطهير مركبات النقل بشكل كاف للخنازير الحية وضمان جودة بروتوكول التطهير.